# Helena Scheuberin
Helena Scheuberin, kallad Die Scheuberin, död efter 1485, var en kvinna som anklagades för häxeri i Österrike. Hennes rättegång hade viss betydelse för häxtrons utveckling i Europa. 
År 1485 ställdes Scheuberin inför rätta i Innsbruck i nuvarande Österrike anklagad för att ha mördat riddare Jörg Spiess med magi. Riddaren hade varit sjuk och varnats av sin italienske läkare att inte besöka henne vidare, annars skulle han dö. Detta utspelades ett år efter att häxjakten hade godkänts av kyrkan 1484. 
Sex andra kvinnor drogs in i rättegången anklagade för häxeri, och processen illustrerar hur vittnena i sådana rättegångar lät sina personliga känslor av fiendskap spela in.
Men detta var strax före de verkliga häxprocessernas tid; de trolldomsmål som avhandlades under medeltiden var inte häxprocesser i senare mening, eftersom de inte blandade in Djävulen och bara ansågs vara ett mindre vidskeplighetsbrott; denna attityd behölls fortfarande vid detta mål, och de anklagade blev antingen frikända eller fick milda botgöringsstraff. 
Denna rättegång anses vara den indirekta orsaken till att Häxhammaren, boken om hur häxprocesser skulle skötas, författades. Den tjänstgörande inkvisitorn, Henricus Institoris (egentligen Heinrich Kramer), var djupt besviken av att ingen av häxorna blivit avrättade och detta bedöms vara en bidragande orsak till att han skrev boken.  